# Lista nagród i nominacji Ani Dąbrowskiej

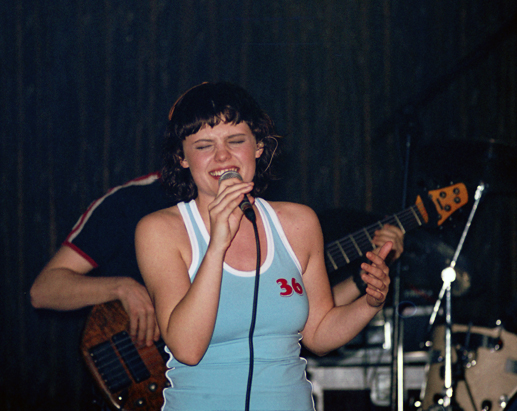
Koncert Ani Dąbrowskiej w październiku 2007 r.

Artykuł przedstawia nominacje i nagrody przyznane Ani Dąbrowskiej w ciągu całej jej kariery. Dotychczas piosenkarka zdobyła dziewięć Fryderyków.

## Nagrody i nominacje

### Fryderyki
| 2004 | Wokalistka Roku                                           | Wygrana   |
| 2004 | Nowa Twarz Fonografii                                     | Wygrana   |
| 2004 | Album Roku Pop (Samotność po zmierzchu)                   | Wygrana   |
| 2004 | Kompozytor Roku                                           | Nominacja |
| 2004 | Autor Roku                                                | Nominacja |
| 2004 | Piosenka Roku („Tego chciałam”)                           | Nominacja |
| 2004 | Videoklip Roku („Tego chciałam”)                          | Nominacja |
| 2006 | Wokalistka Roku                                           | Wygrana   |
| 2006 | Album Roku Pop (Kilka historii na ten sam temat)          | Wygrana   |
| 2006 | Piosenka Roku („Trudno mi się przyznać”)                  | Wygrana   |
| 2006 | Videoklip Roku („Trudno mi się przyznać”)                 | Wygrana   |
| 2006 | Kompozytor Roku                                           | Nominacja |
| 2006 | Autor Roku                                                | Nominacja |
| 2006 | Produkcja Muzyczna Roku (Kilka historii na ten sam temat) | Nominacja |
| 2006 | Produkcja Muzyczna Roku („Trudno mi się przyznać”)        | Nominacja |
| 2008 | Wokalistka Roku                                           | Nominacja |
| 2008 | Autor Roku                                                | Nominacja |
| 2009 | Wokalistka Roku                                           | Nominacja |
| 2009 | Kompozytor Roku                                           | Nominacja |
| 2009 | Autor Roku                                                | Nominacja |
| 2009 | Album Roku Pop (W spodniach czy w sukience?)              | Nominacja |
| 2009 | Piosenka Roku („Nigdy więcej nie tańcz ze mną”)           | Nominacja |
| 2009 | Videoklip Roku („Nigdy więcej nie tańcz ze mną”)          | Nominacja |
| 2009 | Produkcja Muzyczna Roku (W spodniach czy w sukience?)     | Nominacja |
| 2009 | Najlepsza Oprawa Graficzna (W spodniach czy w sukience?)  | Nominacja |
| 2011 | Wokalistka Roku                                           | Nominacja |
| 2011 | Album Roku Pop (Ania Movie)                               | Nominacja |
| 2011 | Teledysk Roku („Bang Bang”)                               | Wygrana   |
| 2011 | Produkcja Muzyczna Roku (Ania Movie)                      | Nominacja |
| 2016 | Piosenka roku („Nieprawda”)                               | Nominacja |
| 2017 | Album Roku Pop (Dla naiwnych marzycieli)                  | Wygrana   |
| 2017 | Utwór roku („W głowie”)                                   | Nominacja |
| 2018 | Utwór roku („Porady na zdrady”)                           | Nominacja |
| 2018 | Utwór roku („Z Tobą nie umiem wygrać”)                    | Nominacja |

### Eska Music Awards
| 2004 | Artystka Roku                                         | Nominacja |
| 2005 | Płyta Roku (Samotność po zmierzchu)                   | Wygrana   |
| 2007 | Album Roku – Polska (Kilka historii na ten sam temat) | Wygrana   |
| 2007 | Artystka Roku – Polska                                | Nominacja |
| 2016 | Eska TV Award - Najlepsze video („W głowie”)          | Nominacja |

### Inne
| Rok  | Nagroda                                                 | Kategoria                                             | Uwagi           |
| ---- | ------------------------------------------------------- | ----------------------------------------------------- | --------------- |
| 2004 | MTV Europe Music Awards                                 | Best Polish Act                                       | Nominacja       |
| 2005 | As EMPiKu                                               | Wydarzenie Roku                                       | Wygrana         |
| 2005 | Byk Sukcesu                                             | Debiut Roku                                           | Wygrana         |
| 2007 | Paszport „Polityki”                                     | Muzyka Popularna                                      | Nominacja       |
| 2007 | MTV Europe Music Awards                                 | Best Polish Act                                       | Nominacja       |
| 2008 | MTV Europe Music Awards                                 | Best Polish Act                                       | Nominacja       |
| 2008 | Sopot Hit Festiwal                                      | Polski Hit Lata („Nigdy więcej nie tańcz ze mną”)     | Nominacja       |
| 2008 | VIVA Comet Awards                                       | Artystka Roku                                         | Nominacja       |
| 2008 | VIVA Comet Awards                                       | Charts Award                                          | Nominacja       |
| 2008 | VIVA Comet Awards                                       | Image Roku                                            | Nominacja       |
| 2009 | Wysokie Obcasy                                          | Polka Roku                                            | Nominacja       |
| 2009 | Infomuzyka.pl                                           | Najlepszy Polski Wykonawca                            | Nominacja       |
| 2009 | Róże Gali                                               | Piękni w Sieci                                        | Nominacja       |
| 2009 | MTV Europe Music Awards                                 | Best Polish Act                                       | Nominacja       |
| 2010 | OGAE Video Contest 2010 – selekcja reprezentanta Polski | Najlepszy Teledysk („Bang Bang”)                      | Nominacja       |
| 2010 | EuroCharts                                              | Najlepszy Polski Wykonawca                            | Nominacja       |
| 2010 | Onet.pl                                                 | Polska Płyta Roku                                     | Nominacja       |
| 2011 | Glamour                                                 | Kobieta Roku - Piosenkarka                            | Nominacja       |
| 2011 | Glamour                                                 | Metamorfoza Glamour Nagroda Specjalna Pantene Pro-V   | Wygrana         |
| 2011 | OGAE Video Contest 2011 – selekcja reprezentanta Polski | Teledysk („Silent Sight”)                             | Nominacja       |
| 2016 | MTV Europe Music Awards                                 | Best Polish Act                                       | Nominacja       |
| 2016 | KFPP Opole 2016                                         | Super Jedynki - Super Artystka Roku                   | Wygrana         |
| 2016 | KFPP Opole 2016                                         | Super Jedynki - Super Album (Dla Naiwnych marzycieli) | Nominacja \| \| |
|      |                                                         |                                                       |                 |